# Ли-2
Лисунов Ли-2 е съветски военно-транспортен самолет, лицензиран вариант на американския DC-3. Произвеждан е в завод ГАЗ-84 (Москва) и по-късно в завод ГАЗ-34 (Ташкент) между 1939 и 1952 г. Произведени са общо 6157 броя.
Разликата между DC-3 и Ли-2 е, че използват различни двигатели, като DC-3 използва „Pratt and Whitney R-1820/1830“ а Ли-2 е снабден с двигатели Швецов АШ-62ИР с мощност от 1000 hp. Този двигател се използва и от популярния биплан Ан-2.
Разработвани са различни военновременни модификации, но след Втората световна война най-популярен става пътническият вариант Ли-2п, експлоатиран и в страните от социалистическия блок. По българските въздушни линии от авиокомпаниите Дирекция Въздушни съобщения, ТАБСО и Балкан са експлоатирани общо 10 самолета Ли-2 до началото на 60-те години на XX век. Постепенно са заменени със закупуваните от 1956 г. пътнически самолети Ил-14.
Югославските ВВС снабдяват Ли-2 с американски двигатели и така конструират техният Ли-3. Китайците изобразяват Ли-2 на валутата си.

## Аеродинамична схема
Ли-2 е двумоторен, целометалически моноплан нископлощник със звездообразен бутален двигател с вътрешно горене.

## Конструкция
- Фюзелажът на самолета е тип „тесен“, полумонокок с работеща обшивка, като по-голяма част от него е товарна или пътническа кабина с обща дължина 9430 mm.
- Оперението е нормално, с вертикален и хоризонтален стабилизатор и кормила за височина и посока.
- Устройството за излитане и кацане е триопорно с прибираем колесник и опашно опорно колело.
- Крилото се състои от центроплан с мотогондолите и трилонжеронни разглобяеми крила с обща носеща площ 91,7 m². С платно са обшити клапите и елероните.
- Двигателите са тип Швецов АШ-62 – 9 цилиндрови, звездообразни с въздушно охлаждане и мощност от 1000 hp. Въздушните винтове са трилопатни с изменяема стъпка тип ВИШ-21.
- Резервоарите за гориво са 4 броя и са разположени в центроплана. Имат вместимост 3110 l бензин, който обезпечава полет до 2500 km. С монтирани допълнителни резервоари в кабината може да се достигне далечина на полета до 4000 km.
- Във военен вариант Ли-2 има полетно тегло до 13 200 kg, като пренася до 2600 kg товари или 30 десантчици с въоръжението им. В пътнически вариант Ли-2п пренася 24 пътника с далечина на полета до 2500 km и със скорост от 280 km/h.[1]

## Ли-2 в България
Първите пътнически самолети Ли-2п предназначени за нуждите на военната транспортна авиация са доставени в късната есен на 1946 г. С постановление от 11 март 1947 г. заедно с предадените военно-транспортни самолети Ju-52 „Сова“ на сформираната Дирекция въздушни съобщения (ДВС), се предават и двата самолета Ли-2п за извършване на граждански полети. В България за командир на Ли-2 е Иван Шивачев, подготвен за полети на такава тежка машина в сложни метеорологични условия. За спешно обучение на пилоти и инструктор за обучение е командирован известния съветски полярен летец Барилов. За краткия престой Барилов обучава за командир и инструктор Иван Шивачев, а той от своя страна предава опита си на полк. Никола Дюлгеров. Тези командири комплектуват и първите екипажи за Ли-2 в България. На 29 юни 1947 г. е открита линията София-Бургас на българските въздушни линии на авиокомпанията ДВС. От София излитат Ju-52 „Сова“ и Ли-2 (LZ-LIA) с екипаж Никола Дюлгеров, Иван Шивачев, Методи Наков и Георги Сергиев, който след междинно кацане в Ст. Загора се приземява с делегацията от официални гости в Бургас.
На 13 февруари 1948 г. се открива първата българска редовна международна въздушна линия София – Белград – Будапеща – Прага. Обслужва се с двата самолета Ли-2п и от отрядите с командирите Никола Дюлгеров и Иван Шивачев, втори пилоти Любомир Шорлопов, Петко Николов и Кирил Градинаров, бордни радисти Тодор Тодоров и Славчо Хранов и бордни механици Тодор Гургулиев и Цанко Ролански.
Със създаването на смесената българо-съветска авиокомпания ТАБСО, българските въздушни линии се обслужват от 8 бр. новодоставени самолети Ли-2. До средата на лятото на 1949 г. ДВС дублира дейността на ТАБСО. Постепенно част от българските летци преминават на служба в новата авиокомпания, което води до консервиране на Юнкерсите и тяхното подготвяне за дългосрочно съхранение, а на първите два самолета Ли-2 се сменя цивилната регистрация и постъпват на военна служба.
В България са експлоатирани общо 10 самолета Ли-2 до началото на 60-те години. Постепенно са заменени със закупуваните от 1956 г. пътнически самолети Ил-14.

### Военната служба на Ли-2
Доставените през 1946 г. два самолета Ли-2 са използвани от ВВС за куриерски и пътнически задачи на командването. Преоборудването и прехвърлянето им към Дирекция Въздушни съобщения за пътнически граждански полети и след това отново към ВВС, отново налага да се приспособят за задачите на 16 транспортен авиационен полк (трап). От ТАБСО за подготовка на военни кадри за полет с този самолет са върнати на военна служба Тодор Николов Тонев и Желязко Радев. Те трябва да обучават военни пилоти за полети при сложни метеорологически условия и нощни полети. От средата на 50-те години ВВС получава още два нови самолета. С три от наличните се осигуряват парашутистите от парашутно-разузнавателните части на БНА, както и подготовката на парашутно-десантните части към всяко летища. Четвъртият Ли-2 с борден номер 41 е определен за правителството. Той е преоборудван от стандартен пътнически салон във вариант с повишен комфорт, като са добавени диван и радиоапарат. Този самолет се базира, обслужва и охранява от 16-и трап на летище Враждебна. Поради бягствата в Турция на главния пилот на ДВС Никола Александров и отвличането за Турция на пътнически самолет, транспортът на първите партийни и държавни ръководители се е извършвал от специално изпратени граждански или военни самолети от СССР. Мерките за безопасност се премахват след 1956 г. от Тодор Живков и практически тогава се създава правителственото звено към 16-и трап, обслужвано от военни пилоти.
Доставката на по-модерните Ил-14 заместват Ли-2 Борд 41 за изпълнение на правителствени задачи. Като най-запазен от наличните транспортни самолети Борд 41 преминава изцяло за изпълнение на рутинни куриерски полети и учебни задачи. На тази машина в началото на 60-те години се възлагат задачи за аерофотографиране, дейност която изцяло от гледна точка на секретност е прехвърлена от Института по картография и геодезия като задължение на 16 трап. За тази цел в ремонтния завод „Мургаш“ (сега ТЕРЕМ „Летец“), базиран на летище Враждебна, се монтира аерофотокамера и специални места за обучение по щурманско дело. В края на 60-те години самолетът е заменен от специално оборудван Ил-14. Експлоатацията на Борд 41, единствения годен останал във ВВС, продължава до 1972 г., когато е базиран на летище Пловдив, като резерв, а по-късно като бъдещ експонат в музей на българската авиация. Там самолетът е разграбен и е невъзстановим за изложбени цели.

### Авиационни инциденти и произшествия
На 13 февруари 1948 г. Ли-2 борд LZ-LIB излита по първата международна линия на Дирекция Въздушни съобщения София-Белград-Будапеща-Прага. Изпратен тържествено от летище Враждебна, самолетът с екипаж – командир Иван Шивачев, Желязко Радев, Борис Токов и Георги Сергиев набира височина и между Сливница и Пирот спират внезапно и двата двигателя. Летците веднага стартират реверсивен курс към София и благодарение на добрите качества на самолета да планира, едва успяват да стигнат и кацнат успешно на летище Божурище. Установява се, че в бензина има вода, която замръзвайки в карбураторите преустановява работата на двигателите. След сериозния авиационен инцидент спешно от летище Враждебна пристига вторият самолет от този тип LZ-LIA и след един час пътниците излитат отново по международния маршрут.
На 27 октомври 1951 г. при приземяване самолет Ли-2 летящ по маршрута София – Пловдив – Бургас – Варна – София се насочва по курс и глисада точно към оста на полосата. На малка височина и ниска скорост двигателите внезапно спират. Командир е пилотът Коста Спасов, а на мястото на втори пилот е инструкторът по летателна подготовка Стефан Тосунов. Самолетът губи стремително височина и опитите да се достигне Слатински редут и да се приземят аварийно по склона е безуспешен. Под управлението на инструктора Тосунов самолетът е приземен в зеленчукова градина, като успяват да се промушат под жиците на високо напрежение преминаващи напряко на градината. Извършено е успешно принудително кацане и пътниците са изведени от самолета. Причината за произшествието, завършило с повреда на самолета, е неволното задействане на стоп-кранове на двигателите от бордния техник Георги Дамянов.
На 22 ноември 1952 г. катастрофира Ли-2 по линията София – Горна Оряховица – Варна. В катастрофата край връх Вежен загиват 30 души.

### Музеен експонат
Предвиденият Ли-2 Борд 41 за музеен експонат поради лошо съхранение и разграбване в края на 80-те години на XX век практически е невъзстановим и негоден за използването му за летателни цели. През 1990 г. вероятно е предаден за скрап.
През 70-те години на XX век от СССР отправят искане от двата предназначени за български музейни експонати Як-9, единият да се предаде за нуждите на съветските авиационни музеи, а в замяна СССР да предаде на българския авиационен музей един Ли-2. Размяната е направена и на летище Крумово каца Ли-2 Борд 03 от състава на съветската полярна авиация. Добре запазеният самолет заема мястото си на музеен експонат при откриването на Музея на авиацията, Пловдив, базиран на летище Крумово през 1991 г.